# Trimeresurus arunachalensis
Trimeresurus arunachalensis — вид отруйних змій родини гадюкових (Viperidae). Описаний у 2019 році.

## Поширення
Ендемік Індії. Відомий лише з типового місцезнаходження — села Рамда в окрузі Західний Камденг у штаті Аруначал-Прадеш на півночі країни.